# 열점

맨틀 심부에 고정되어 있는 열점은 판의 이동에 의해 일렬로 배열된 해산군(海山群)을 만든다.

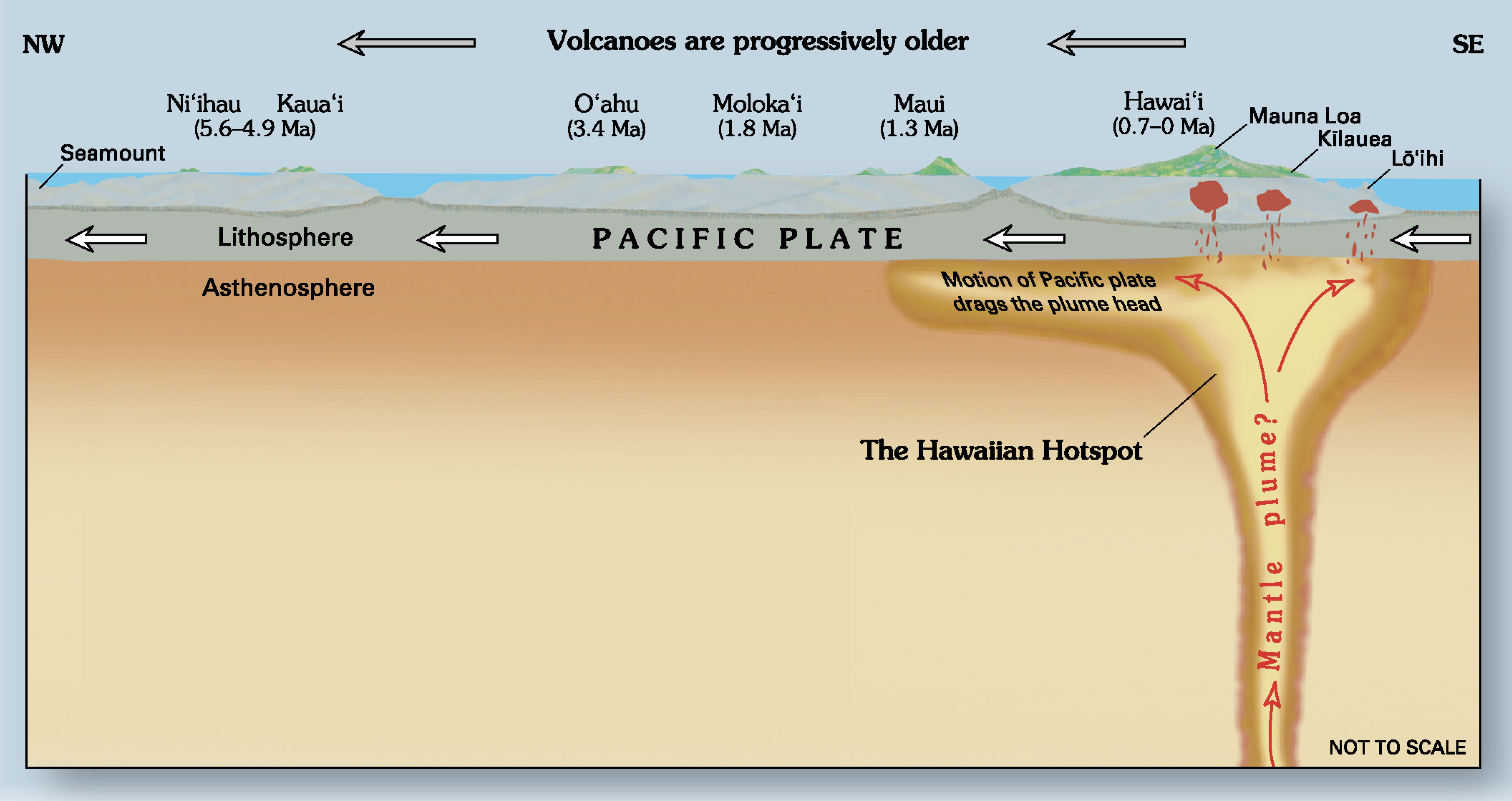
하와이 열점의 단면을 보여주는 지구 단면도. 맨틀에서 유래한 마그마가 연약권과 암석권으로 상승한다. 암석권이 마그마의 근원지 위로 이동함에 따라 일련의 화산이 생성된다. ("Ma"는 백만 년 전/연을 의미).

열점(熱點, hot spot)은 주변 맨틀에 비해 비정상적으로 뜨거운 맨틀에 의해 공급되는 것으로 생각되는 화산 지역이다. 예시로는 하와이, 아이슬란드, 옐로스톤 열점 등이 있다. 열점의 지구 표면 위치는 지각판 경계와 무관하므로, 판이 열점 위로 이동함에 따라 열점은 일련의 화산을 생성할 수 있다.
열점의 기원을 설명하려는 두 가지 가설이 있다. 하나는 열점이 맨틀 플룸으로 인해 발생하며, 이는 핵-맨틀 경계에서 열적 다이아피어로 상승한다고 주장한다. 대안적인 판 이론은 열점 아래의 맨틀 원인이 비정상적으로 뜨겁지 않고, 오히려 위의 지각이 비정상적으로 약하거나 얇아서 암석권의 확장이 얕은 깊이에서 용융물의 수동적 상승을 허용한다는 것이다.

## 기원

지구 내부에서 마그마가 생성되는 물리적 과정을 보여주는 개략도. 부분 용융은 융점 위에서 시작된다.

현재 많은 열점의 대략적인 위치와 현재의 판 (지각) 및 그 경계, 이동 벡터와의 관계를 보여주는 지도

열점 개념의 기원은 1963년에 J. 투조 윌슨이 하와이 제도의 형성이 지표 아래 뜨거운 지역을 가로지르는 판 (지각)의 느린 이동으로 인해 발생했다고 가정했던 연구에 있다. 이후 열점은 맨틀 플룸이라는 구조에서 지구의 핵-맨틀 경계로부터 솟아오르는 뜨거운 맨틀의 흐름에 의해 공급된다고 가정되었다. 이러한 맨틀 플룸의 존재 여부는 지구 과학에서 주요 논쟁의 대상이 되어왔지만, 현재는 진화하는 이론과 일치하는 지진 이미지가 존재한다.
화산 활동이 지판의 생성 또는 소멸 경계와 연결되지 않은 모든 곳에서 열점 개념이 그 기원을 설명하는 데 사용되었다. 코르티요 외(Courtillot et al.)의 검토 논문은 잠재적인 열점들을 나열하며 맨틀 깊은 곳에서 오는 주요 열점과 맨틀 플룸에서 파생된 이차 열점을 구분한다. 주요 열점은 핵/맨틀 경계에서 시작하여 선형의 자국이 있는 대규모 화산 지대(이스터섬, 아이슬란드, 하와이, 아파르, 루이빌, 레위니옹, 트리스탄 등 확인; 갈라파고스, 케르겔렌, 마르케사스 등 가능)를 형성한다. 이차 열점은 상부/하부 맨틀 경계에서 시작하며 대규모 화산 지대는 형성하지 않지만 섬 사슬(사모아, 타히티, 쿡, 핏케언, 캐롤라인, 맥도날드 등 확인; 약 20여 개 추가 가능)을 형성한다. 다른 잠재적인 열점은 인장으로 인한 암석권 파열 지역에서 얕은 맨틀 물질이 표면으로 솟아오른 결과이며, 따라서 매우 다른 유형의 화산 활동이다.
맨틀 플룸에 의해 공급되는 것으로 가정되는 열점의 수는 약 20개에서 수천 개에 이르며, 대부분의 지질학자들은 수십 개가 존재한다고 생각한다. 하와이, 레위니옹, 옐로스톤, 갈라파고스, 아이슬란드는 이 가설이 적용되는 가장 활발한 화산 지역 중 일부이다. 지금까지 촬영된 플룸은 폭과 다른 특성에서 매우 다양하며, 기울어져 있어 많은 이들이 예상했던 단순하고 비교적 좁으며 순전히 열적인 플룸이 아니다. 현재까지 깊은 맨틀에서 표면까지 일관되게 모델링되고 촬영된 것은 옐로스톤 하나뿐이다.

## 구성
대부분의 열점 화산은 현무암질이다(예: 하와이, 타히티). 그 결과, 덮개 판 아래에 물이 갇혀 있는 섭입대 화산보다 폭발력이 약하다. 열점이 대륙 지각에 나타나는 경우, 현무암질 마그마가 대륙 지각을 통해 상승하여 유문암을 형성하기 위해 용융된다. 이러한 유문암은 격렬한 분출을 일으킬 수 있다. 예를 들어, 옐로스톤 칼데라는 지질 역사상 가장 강력한 화산 폭발 중 일부에 의해 형성되었다. 그러나 유문암이 완전히 분출된 후에는 동일한 암석권 열극 (암석권의 균열)을 통해 상승하는 현무암질 마그마의 분출이 뒤따를 수 있다. 이러한 활동의 한 예는 브리티시컬럼비아의 일가추즈 산맥으로, 초기 복잡한 조면암과 유문암 분출의 연속과 후기 현무암 용암류의 분출에 의해 형성되었다.
열점 가설은 현재 맨틀 플룸 가설과 밀접하게 연결되어 있다. 열점 현무암에 대한 현재 가능한 상세한 성분 연구는 후기 가설에서 종종 암시하는 더 넓은 지역에 걸쳐 샘플을 연결하는 것을 허용했으며, 지진 영상 개발도 가능하게 했다.

## 섭입대 열도와의 대조
열점 화산은 열도 화산과는 근본적으로 다른 기원을 가진 것으로 간주된다. 후자는 수렴 판 경계의 섭입대 위에 형성된다. 하나의 해양판이 다른 해양판과 만나면, 더 밀도가 높은 판은 깊은 해구 아래로 밀려 내려간다. 이 판은 섭입되면서 덮개 판의 기저부에 물을 방출하며, 이 물은 암석과 섞여 그 성분을 변화시켜 일부 암석이 녹아 상승하게 된다. 이것이 알래스카주 근처의 알류샨 열도와 같은 화산 사슬의 연료가 된다.

## 열점 화산 사슬

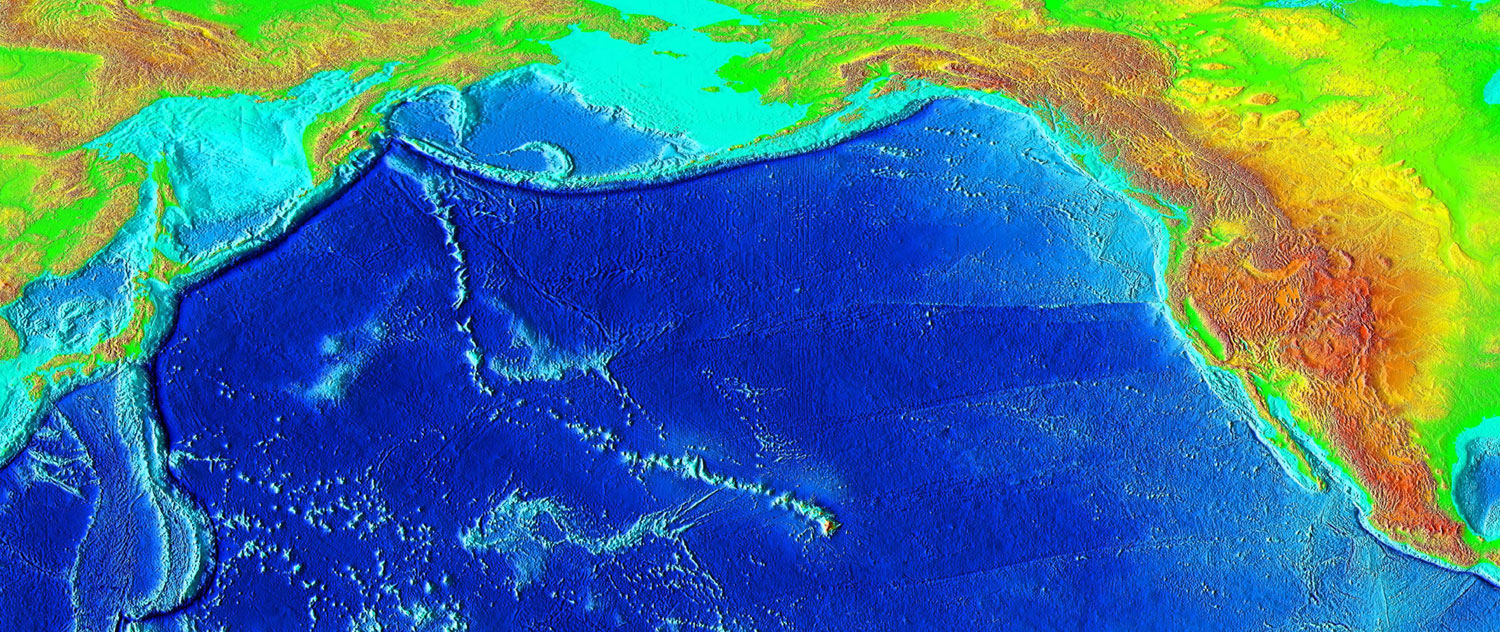
수백만 년에 걸쳐 태평양판은 하와이 열점 위로 이동하여 태평양을 가로지르는 수중 산맥을 만들었다.

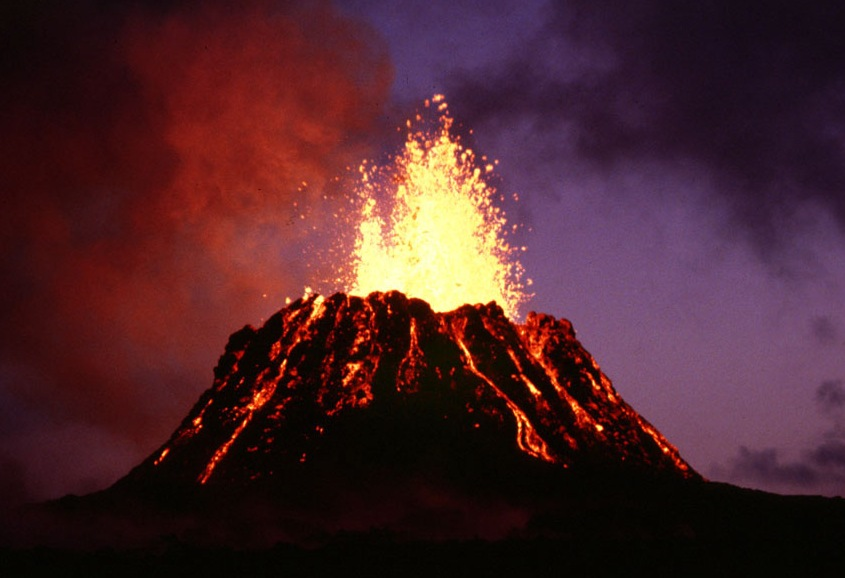
킬라우에아산은 세계에서 가장 활발한 순상 화산이다. 이 화산은 1983년부터 2018년까지 분출했으며 하와이-엠페러 해저산열의 일부이다.

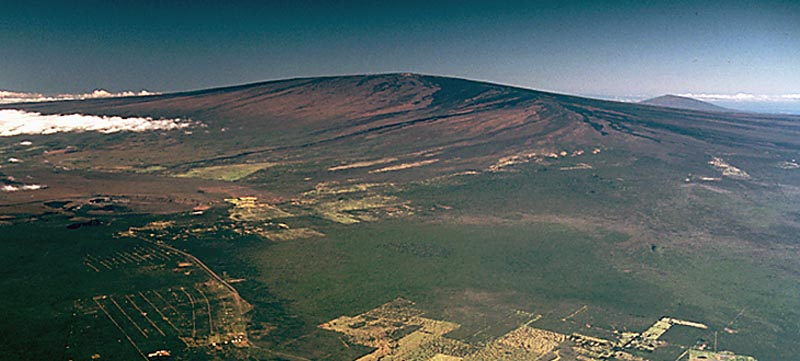
마우나로아산은 거대한 순상 화산이다. 가장 최근의 분출은 2022년에 있었으며 하와이-엠페러 해저산열의 일부이다.

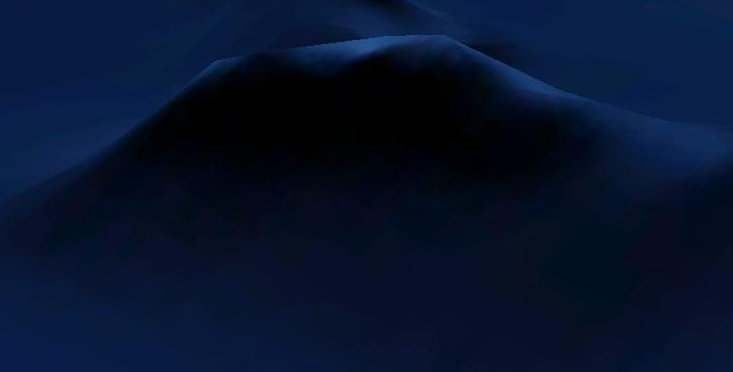
보위 해산은 휴화산 해저화산이며 코디액-보위 해저산열의 일부이다.

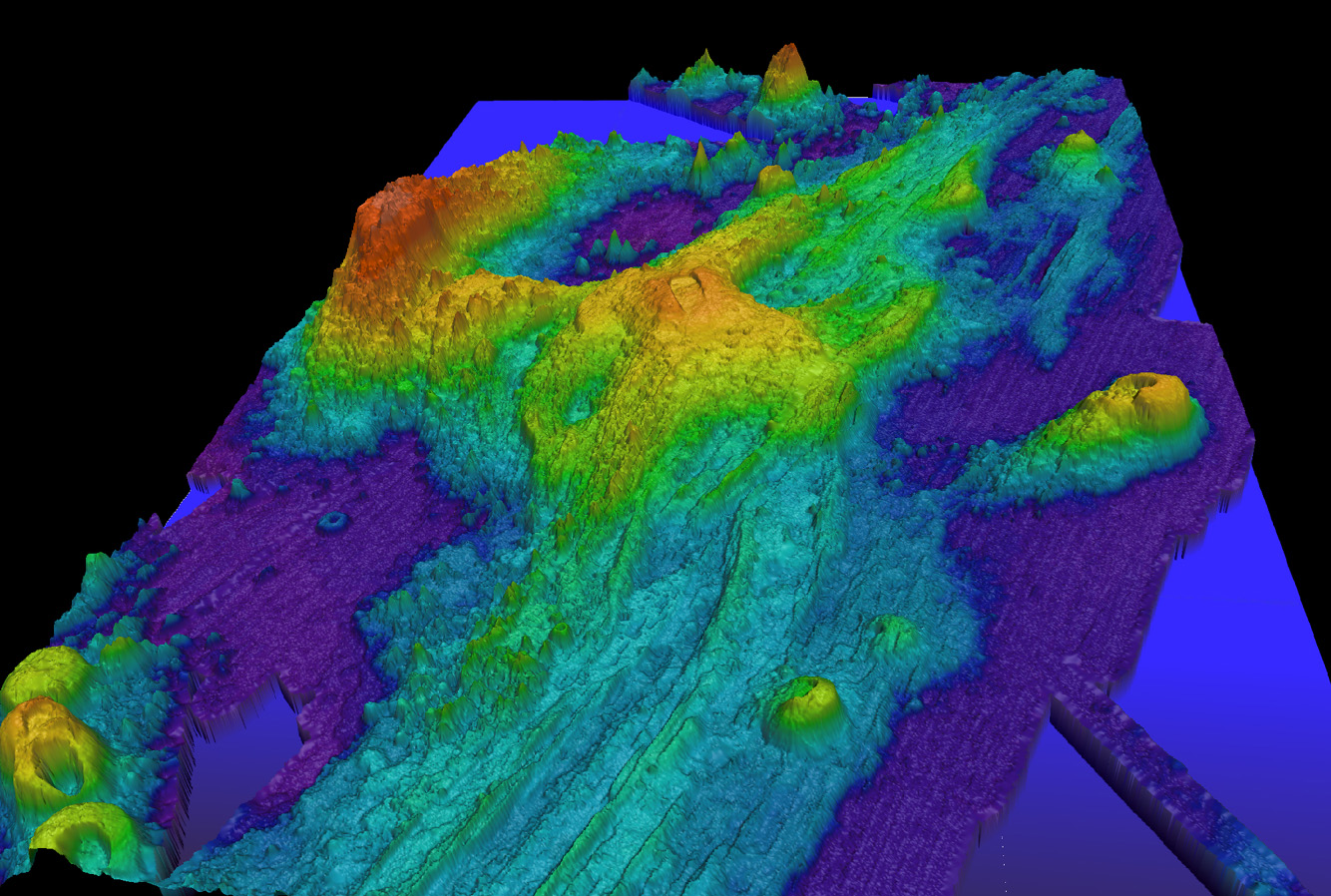
축 해산은 코브-아이켈버그 해저산열에서 가장 어린 해산이다. 가장 최근의 분출은 2015년이었다.

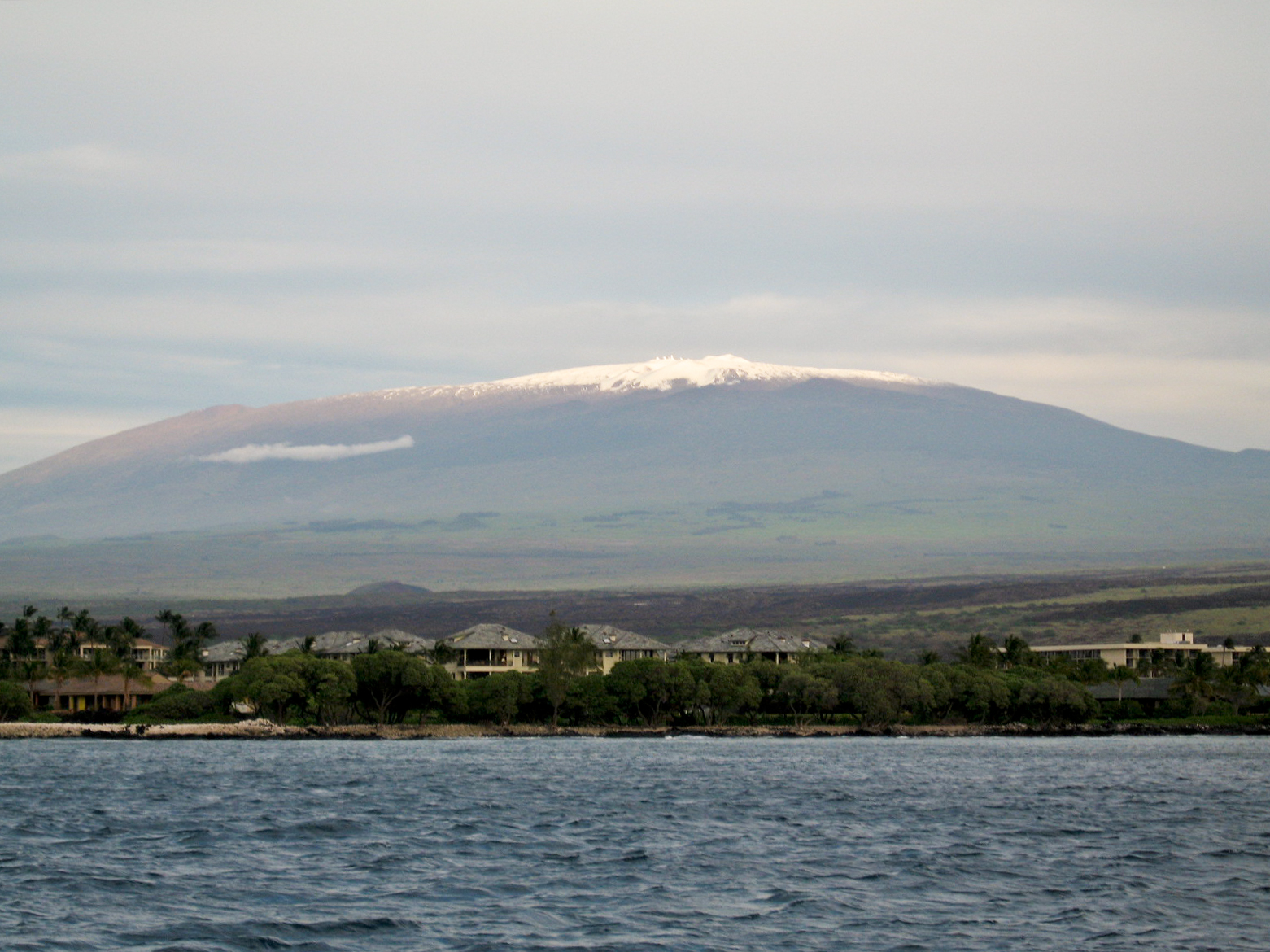
마우나케아산은 하와이-엠페러 해저산열에서 가장 높은 화산이다. 많은 분석구들이 정상 부근에 위치해 있다.

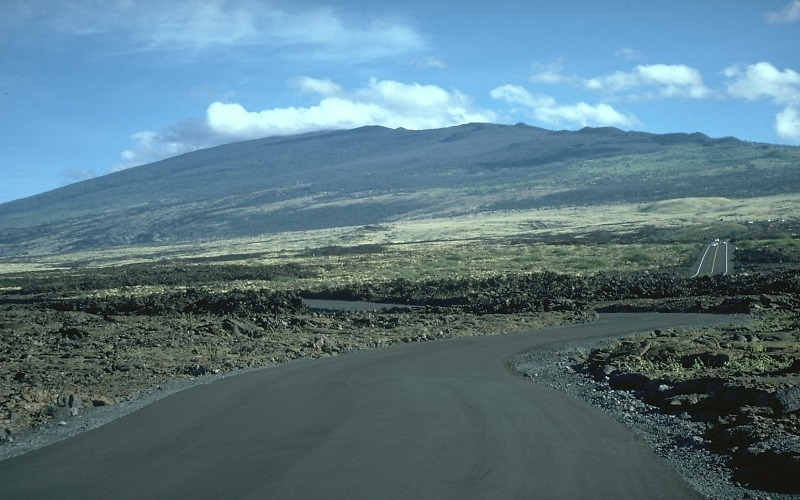
후알랄라이는 하와이-엠페러 해저산열에 있는 거대한 순상 화산이다. 가장 최근의 분출은 1801년이었다.

맨틀 플룸/열점 공동 가설은 원래 공급 구조가 서로에 대해 고정되어 있고, 대륙과 해저가 그 위로 이동한다고 상정했다. 따라서 이 가설은 표면에 시간적으로 진행되는 화산 사슬이 형성될 것이라고 예측한다. 예를 들어, 서쪽으로 갈수록 점차 오래된 칼데라 사슬의 끝에 위치한 옐로스톤이 있다. 또 다른 예는 하와이 제도로, 섬들이 북서쪽으로 갈수록 점차 오래되고 더 깊이 침식된다.
지질학자들은 열점 화산 사슬을 이용하여 지구 판 (지각)의 이동을 추적하려고 시도했다. 이러한 노력은 매우 긴 사슬이 부족하다는 점, 많은 사슬이 시간적으로 진행되지 않는다는 점(예: 갈라파고스 제도), 그리고 열점들이 서로에 대해 고정되어 있지 않다는 점(예: 하와이와 아이슬란드)으로 인해 어려움을 겪었다. 맨틀 플룸이 원래 가설보다 훨씬 더 복잡하고 서로 및 판과 독립적으로 움직인다는 사실은 현재 이러한 관찰을 설명하는 데 사용되고 있다.
2020년, 웨이 외(Wei et al.)는 지진 단층 촬영술을 사용하여 약 1억 년 전에 하와이-엠페러 해산 사슬의 가설된 맨틀 플룸 머리에 의해 형성된 해양 고원을 감지했으며, 이 고원은 현재 동시베리아 아래 800 km 깊이로 섭입되어 있다.

### 가설된 열점 화산 사슬

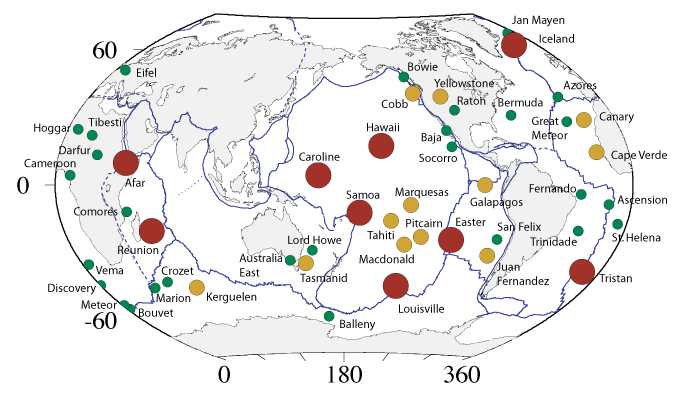
최근 한 연구 그룹이 제안한 맨틀 플룸 위치의 한 예. (푸르거(Foulger), 2010)의 그림

- 하와이-엠페러 해저산열 (하와이 열점)
- 루이빌 해산열 (루이빌 열점)
- 왈비스 해산열 (고프섬 열점 및 트리스탄 열점)
- 코디액-보위 해저산열 (보위 열점)
- 코브-아이켈버그 해저산열 (코브 열점)
- 뉴잉글랜드 해산열 (뉴잉글랜드 열점)
- 아나힘 화산대 (아나힘 열점)
- 매켄지 암맥군 (매켄지 열점)
- 그레이트 미티어 열점 흔적 (뉴잉글랜드 열점)
- 세인트헬레나 해산열–카메룬 화산선 (세인트헬레나 열점)
- 남마스카렌 고원–차고스-몰디브-라카디브 해령 (레위니옹 열점)
- 동경 90도 해령 (케르겔렌 열점)[17]
- 투아모투–라인 제도 사슬 (이스터 열점)[2]
- 오스트랄–길버트–마셜 사슬 (맥도날드 열점)
- 후안페르난데스 해령 (후안페르난데스 열점)
- 태즈맨티드 해산열 (태즈맨티드 열점)
- 카나리아 제도 (카나리아 열점)[18]
- 카보베르데 (카보베르데 열점)[18]

### 열점으로 가정되는 화산 지역 목록

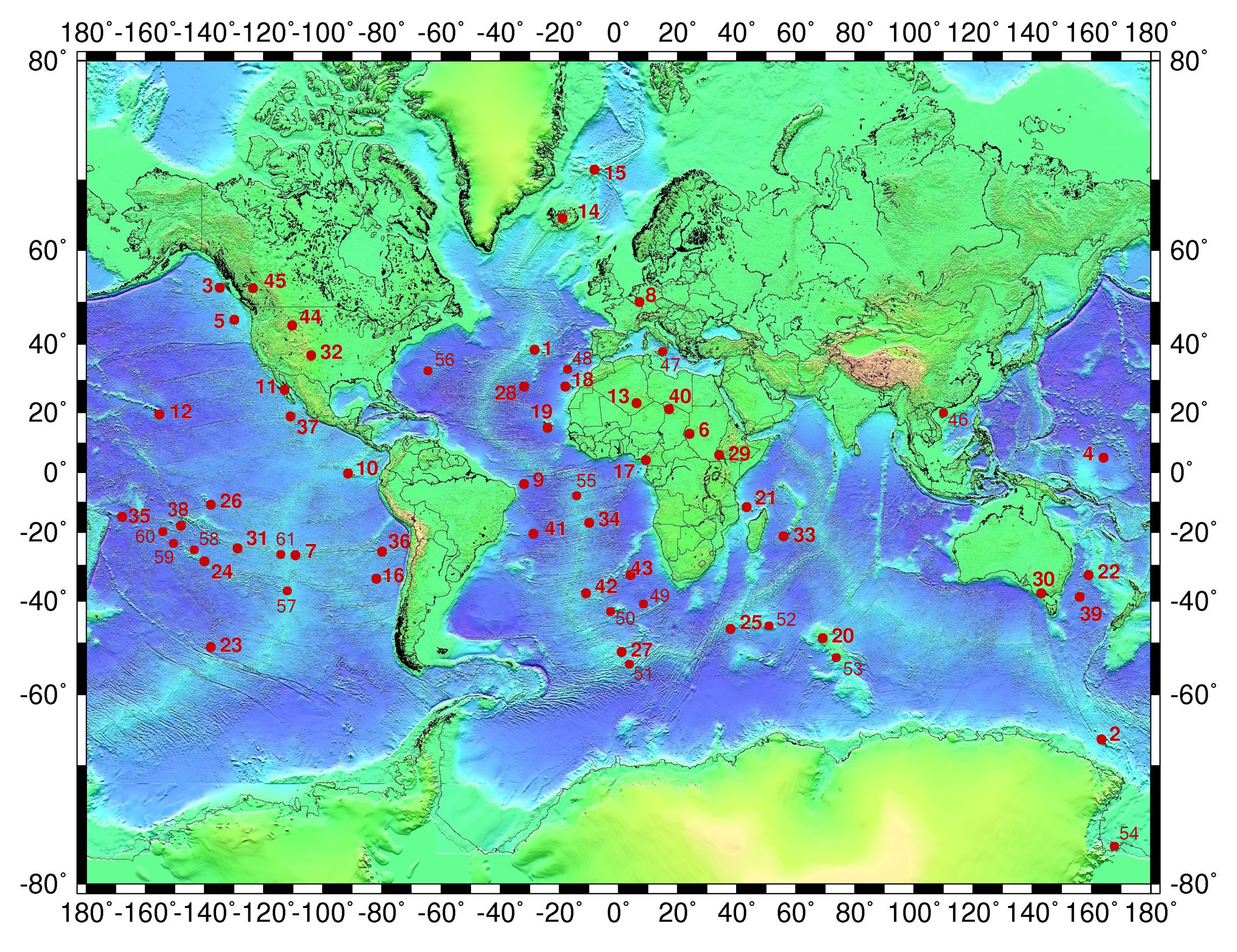
왼쪽 목록에 있는 열점의 분포도. 숫자는 목록의 해당 번호에 해당한다. 아파르 열점(29)은 잘못된 위치에 있다.

다음 열점 목록에서 "az"는 열점 궤적의 방위각이고, "w"는 방위각의 "가중치" 또는 추정 정확도(1이 가장 정확하고 0.2가 가장 부정확하다)이다.

#### 유라시아판
- 아이펠 열점 (8)
  - 북위 50° 12′ 동경 6° 42′ / 북위 50.2°  동경 6.7° , w= 1 az= 082° ±8° rate= 12 ±2 mm/yr[19]
- 아이슬란드 열점 (14)
  - 북위 64° 24′ 서경 17° 18′ / 북위 64.4°  서경 17.3° [19]
    - 유라시아판, w= 0.8 az= 075° ±10° rate= 5 ±3 mm/yr
    - 북아메리카판, w= 0.8 az= 287° ±10° rate= 15 ±5 mm/yr

  - 북대서양 대륙 균열 (62 Ma), 그린란드와 관련이 있을 수 있다.[20]
- 아조레스 열점 (1)
  - 북위 37° 54′ 서경 26° 00′ / 북위 37.9°  서경 26.0° [19]
    - 유라시아판, w= 0.5 az= 110° ±12°
    - 북아메리카판, w= 0.3 az= 280° ±15°
- 얀마옌 열점 (15)
  - 북위 71° 00′ 서경 9° 00′ / 북위 71.0°  서경 9.0° [19]
- 하이난 열점 (46)
  - 북위 20° 00′ 동경 110° 00′ / 북위 20.0°  동경 110.0° , az= 000° ±15°[19]

#### 아프리카판
- 에트나산 (47)
  - 북위 37° 45′  동경 15° 00′  / 북위 37.750°  동경 15.000° [19]
- 호가르 열점 (13)
  - 북위 23° 18′ 동경 5° 36′ / 북위 23.3°  동경 5.6° , w= 0.3 az= 046° ±12°[19]
- 티베스티 열점 (40)
  - 북위 20° 48′ 동경 17° 30′ / 북위 20.8°  동경 17.5° , w= 0.2 az= 030° ±15°[19]
- 제벨마라/다르푸르 열점 (6)
  - 북위 13° 00′ 동경 24° 12′ / 북위 13.0°  동경 24.2° , w= 0.5 az= 045° ±8°[19]
- 아파르 열점 (29, 지도에 잘못 배치됨)
  - 북위 7° 00′ 동경 39° 30′ / 북위 7.0°  동경 39.5° , w= 0.2 az= 030° ±15° rate= 16 ±8 mm/yr[19]
  - 아파르 삼중합점, 30 Ma와 관련이 있을 수 있다.
- 카메룬 열점 (17)
  - 북위 2° 00′ 동경 5° 06′ / 북위 2.0°  동경 5.1° , w= 0.3 az= 032° ±3° rate= 15 ±5 mm/yr[19]
- 마데이라 열점 (48)
  - 북위 32° 36′ 서경 17° 18′ / 북위 32.6°  서경 17.3° , w= 0.3 az= 055° ±15° rate= 8 ±3 mm/yr[19]
- 카나리아 열점 (18)
  - 북위 28° 12′ 서경 18° 00′ / 북위 28.2°  서경 18.0° , w= 1 az= 094° ±8° rate= 20 ±4 mm/yr[19]
- 뉴잉글랜드/그레이트 미티어 열점 (28)
  - 북위 29° 24′ 서경 29° 12′ / 북위 29.4°  서경 29.2° , w= 0.8 az= 040° ±10°[19]
- 카보베르데 열점 (19)
  - 북위 16° 00′ 서경 24° 00′ / 북위 16.0°  서경 24.0° , w= 0.2 az= 060° ±30°[19]
- 시에라리온 열점
- 세인트헬레나 열점 (34)
  - 남위 16° 30′ 서경 9° 30′ / 남위 16.5°  서경 9.5° , w= 1 az= 078° ±5° rate= 20 ±3 mm/yr[19]
- 고프 열점 (49), 남위 40°19′ 서경 9°56′.[21][22]
  - 남위 40° 18′ 서경 10° 00′ / 남위 40.3°  서경 10.0° , w= 0.8 az= 079° ±5° rate= 18 ±3 mm/yr[19]
- 트리스탄 열점 (42), 남위 37°07′ 서경 12°17′.
  - 남위 37° 12′ 서경 12° 18′ / 남위 37.2°  서경 12.3° [19]
- 베마 열점 (베마 해산, 43), 남위 31°38′ 동경 8°20′.
  - 남위 32° 06′ 서경 6° 18′ / 남위 32.1°  서경 6.3° [19]
  - 왈비스 해산열을 통해 파라나-에텐데카 트랩 (약 132 Ma)과 관련이 있을 수 있다.
- 디스커버리 열점 (50) (디스커버리 해산)
  - 남위 43° 00′ 서경 2° 42′ / 남위 43.0°  서경 2.7° , w= 1 az= 068° ±3°[19]
- 부베 열점 (51)
  - 남위 54° 24′ 동경 3° 24′ / 남위 54.4°  동경 3.4° [19]
- 쇼나/미티어 열점 (27)
  - 남위 51° 24′ 서경 1° 00′ / 남위 51.4°  서경 1.0° , w= 0.3 az= 074° ±6°[19]
- 레위니옹 열점 (33)
  - 남위 21° 12′ 동경 55° 42′ / 남위 21.2°  동경 55.7° , w= 0.8 az= 047° ±10° rate= 40 ±10 mm/yr[19]
  - 데칸 트랩 (주요 사건: 68.5–66 Ma)과 관련이 있을 수 있다.
- 코모로 열점 (21)
  - 남위 11° 30′ 동경 43° 18′ / 남위 11.5°  동경 43.3° , w= 0.5 az=118 ±10° rate=35 ±10 mm/yr[19]

#### 남극판
- 마리온 열점 (25)
  - 남위 46° 54′ 동경 37° 36′ / 남위 46.9°  동경 37.6° , w= 0.5 az= 080° ±12°[19]
- 크로제 열점 (52)
  - 남위 46° 06′ 동경 50° 12′ / 남위 46.1°  동경 50.2° , w= 0.8 az= 109° ±10° rate= 25 ±13 mm/yr[19]
  - 카루-페라르 지질 지역 (183 Ma)과 관련이 있을 수 있다.
- 케르겔렌 열점 (20)
  - 남위 49° 36′ 동경 69° 00′ / 남위 49.6°  동경 69.0° , w= 0.2 az= 050° ±30° rate= 3 ±1 mm/yr[19]
  - 케르겔렌 해대 (130 Ma)와 관련됨
    - 허드 열점 (53), 케르겔렌 열점의 일부일 수 있음[14]
    - 남위 53° 06′ 동경 73° 30′ / 남위 53.1°  동경 73.5° , w= 0.2 az= 030° ±20°[19]

  - 생폴섬과 암스테르담섬은 케르겔렌 열점 흔적의 일부일 수 있음 (생폴은 다른 열점이 아닐 수 있음)[14]
- 발레니 열점 (2)
  - 남위 67° 36′ 동경 164° 48′ / 남위 67.6°  동경 164.8° , w= 0.2 az= 325° ±7°[19]
- 에레부스 열점 (54)
  - 남위 77° 30′ 동경 167° 12′ / 남위 77.5°  동경 167.2° [19]

#### 남아메리카판
- 트린다데/마르팅 바스 열점 (41)
  - 남위 20° 30′ 서경 28° 48′ / 남위 20.5°  서경 28.8° , w= 1 az= 264° ±5°[19]
- 페르난도 열점 (9)
  - 남위 3° 48′ 서경 32° 24′ / 남위 3.8°  서경 32.4° , w= 1 az= 266° ±7°[19]
  - 대서양 중앙 마그마 지대 (약 200 Ma)와 관련이 있을 수 있다.
- 어센션 열점 (55)
  - 남위 7° 54′ 서경 14° 18′ / 남위 7.9°  서경 14.3° [19]

#### 북아메리카판
- 버뮤다 열점 (56)
  - 북위 32° 36′ 서경 64° 18′ / 북위 32.6°  서경 64.3° , w= 0.3 az= 260° ±15°[19]
- 옐로스톤 열점 (44)
  - 북위 44° 30′ 서경 110° 24′ / 북위 44.5°  서경 110.4° , w= 0.8 az= 235° ±5° rate= 26 ±5 mm/yr[19]
  - 컬럼비아 강 현무암군 (17–14 Ma)과 관련이 있을 수 있다.[23]
- 라톤 열점 (32)
  - 북위 36° 48′ 서경 104° 06′ / 북위 36.8°  서경 104.1° , w= 1 az= 240°±4° rate= 30 ±20 mm/yr[19]
- 아나힘 열점 (45)
  - 북위 52° 54′  서경 123° 44′  / 북위 52.900°  서경 123.733°  (나즈코 콘)[24]

#### 오스트레일리아판
- 로드하우 열점 (22)
  - 남위 34° 42′ 동경 159° 48′ / 남위 34.7°  동경 159.8° , w= 0.8 az= 351° ±10°[19]
- 태즈맨티드 열점 (39)
  - 남위 40° 24′ 동경 155° 30′ / 남위 40.4°  동경 155.5° , w= 0.8 az= 007° ±5° rate= 63 ±5 mm/yr[19]
- 동오스트레일리아 열점 (30)
  - 남위 40° 48′ 동경 146° 00′ / 남위 40.8°  동경 146.0° , w= 0.3 az= 000° ±15° rate= 65 ±3 mm/yr[19]

#### 나스카판
- 후안페르난데스 열점 (16)
  - 남위 33° 54′ 서경 81° 48′ / 남위 33.9°  서경 81.8° , w= 1 az= 084° ±3° rate= 80 ±20 mm/yr[19]
- 산 펠릭스 열점 (36)
  - 남위 26° 24′ 서경 80° 06′ / 남위 26.4°  서경 80.1° , w= 0.3 az= 083° ±8°[19]
- 이스터 열점 (7)
  - 남위 26° 24′ 서경 106° 30′ / 남위 26.4°  서경 106.5° , w= 1 az= 087° ±3° rate= 95 ±5 mm/yr[19]
- 갈라파고스 열점 (10)
  - 남위 0° 24′ 서경 91° 36′ / 남위 0.4°  서경 91.6° [19]
    - 나스카판, w= 1 az= 096° ±5° rate= 55 ±8 mm/yr
    - 코코스판, w= 0.5 az= 045° ±6°

  - 카리브 대형 화성암 지대 (주요 사건: 95–88 Ma)와 관련이 있을 수 있다.

#### 태평양판

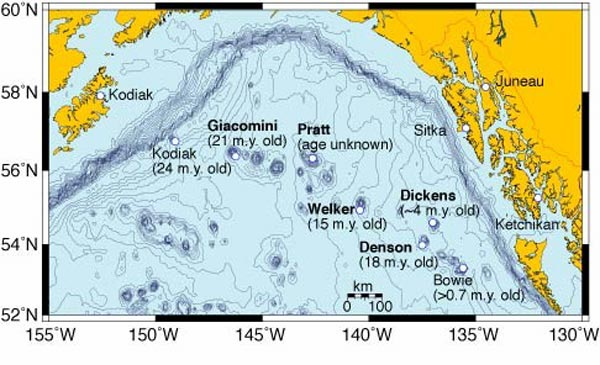
수백만 년에 걸쳐 태평양판은 보위 열점 위로 이동하여 알래스카만에 코디액-보위 해저산열을 만들었다.

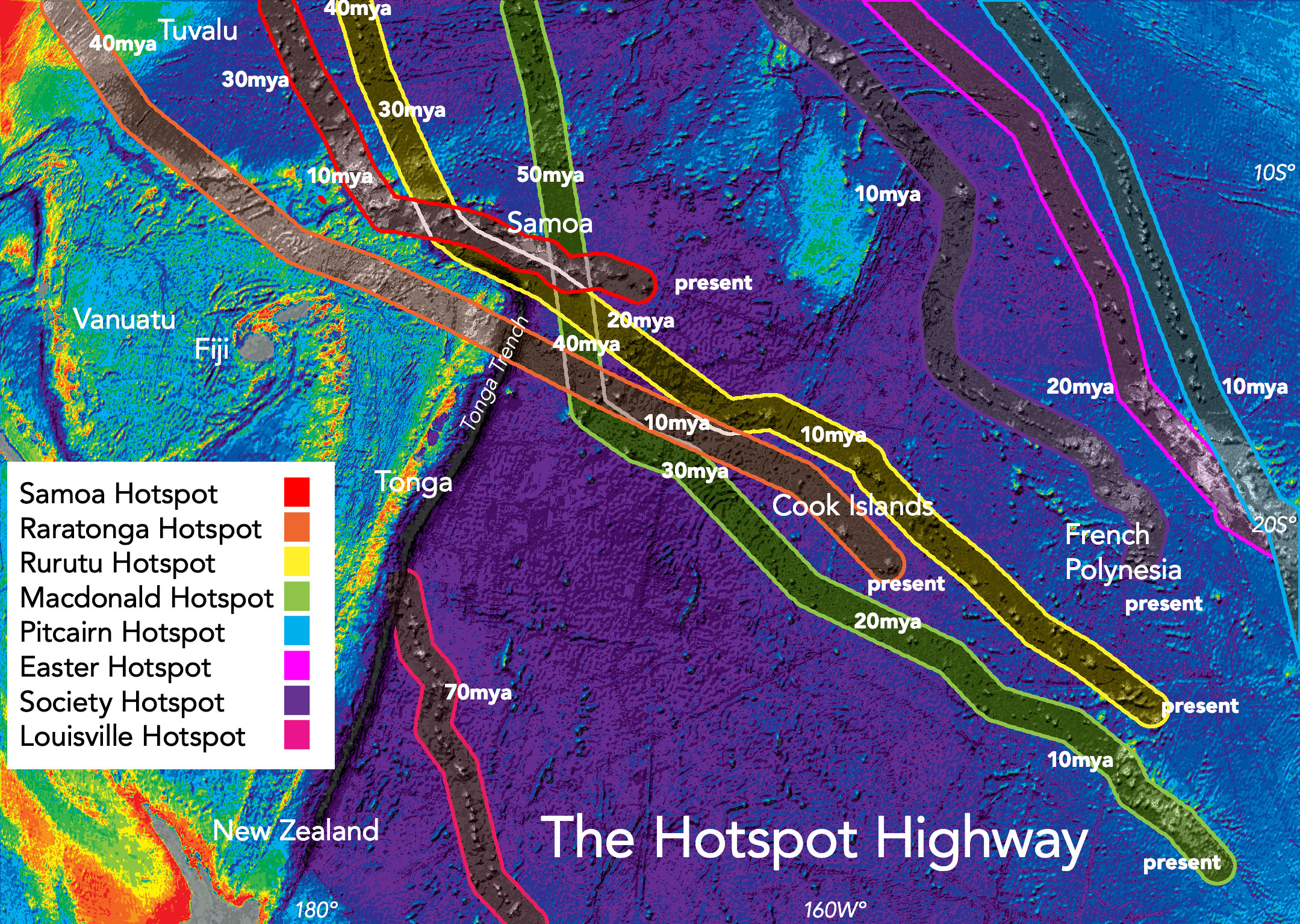
남태평양의 열점 고속도로 (Hotspot highway)

- 루이빌 열점 (23)
  - 남위 53° 36′ 서경 140° 36′ / 남위 53.6°  서경 140.6° , w= 1 az= 316° ±5° rate= 67 ±5 mm/yr[19]
  - 온통 자바 고원 (125–120 Ma)과 관련이 있을 수 있다.
- 파운데이션 열점/응가테마토 해산열 (57)
  - 남위 37° 42′ 서경 111° 06′ / 남위 37.7°  서경 111.1° , w= 1 az= 292° ±3° rate= 80 ±6 mm/yr[19]
- 맥도날드 열점 (24)
  - 남위 29° 00′ 서경 140° 18′ / 남위 29.0°  서경 140.3° , w= 1 az= 289° ±6° rate= 105 ±10 mm/yr[19]
- 북오스트랄/프레지던트 티어스 (프레지던트 티어스 뱅크, 58)
  - 남위 25° 36′ 서경 143° 18′ / 남위 25.6°  서경 143.3° , w= (1.0) az= 293° ± 3° rate= 75 ±15 mm/yr[19]
- 아라고 열점 (아라고 해산, 59)
  - 남위 23° 24′ 서경 150° 42′ / 남위 23.4°  서경 150.7° , w= 1 az= 296° ±4° rate= 120 ±20 mm/yr[19]
- 마리아/남쿡 열점 (일 드 마리아, 60)
  - 남위 20° 12′ 서경 153° 48′ / 남위 20.2°  서경 153.8° , w= 0.8 az= 300° ±4°[19]
- 사모아 열점 (35)
  - 남위 14° 30′ 서경 168° 12′ / 남위 14.5°  서경 168.2° , w= 0.8 az= 285°±5° rate= 95 ±20 mm/yr[19]
- 크로우 열점 (크로우 해산, 61)
  - 남위 26° 54′ 서경 114° 36′ / 남위 26.9°  서경 114.6° , w= 0.8 az= 284° ± 2°[19]
- 핏케언 열점 (31)
  - 남위 25° 24′ 서경 129° 18′ / 남위 25.4°  서경 129.3° , w= 1 az= 293° ±3° rate= 90 ±15 mm/yr[19]
- 소시에테/타히티 열점 (38)
  - 남위 18° 12′ 서경 148° 24′ / 남위 18.2°  서경 148.4° , w= 0.8 az= 295°±5° rate= 109 ±10 mm/yr[19]
- 마르케사스 열점 (26)
  - 남위 10° 30′ 서경 139° 00′ / 남위 10.5°  서경 139.0° , w= 0.5 az= 319° ±8° rate= 93 ±7 mm/yr[19]
- 캐롤라인 열점 (4)
  - 북위 4° 48′ 동경 164° 24′ / 북위 4.8°  동경 164.4° , w= 1 az= 289° ±4° rate= 135 ±20 mm/yr[19]
- 하와이 열점 (12)
  - 북위 19° 00′ 서경 155° 12′ / 북위 19.0°  서경 155.2° , w= 1 az= 304° ±3° rate= 92 ±3 mm/yr[19]
- 소코로/레비야히헤도 열점 (37)
  - 북위 19° 00′ 서경 111° 00′ / 북위 19.0°  서경 111.0° [19]
- 과달루페 열점 (11)
  - 북위 27° 42′ 서경 114° 30′ / 북위 27.7°  서경 114.5° , w= 0.8 az= 292° ±5° rate= 80 ±10 mm/yr[19]
- 코브 열점 (5)
  - 북위 46° 00′ 서경 130° 06′ / 북위 46.0°  서경 130.1° , w= 1 az= 321° ±5° rate= 43 ±3 mm/yr[19]
- 보위/프랫-웰커 열점 (3)
  - 북위 53° 00′ 서경 134° 48′ / 북위 53.0°  서경 134.8° , w= 0.8 az= 306° ±4° rate= 40 ±20 mm/yr[19]

## 과거 열점
- 에우테르페/음악가 열점 (음악가 해산열)[19]
- 매켄지 열점
- 마타체완 열점

## 같이 보기
- 열수광상
- 플룸 구조론